# Ruesga
Ruesga is een gemeente in de Spaanse provincie Cantabrië in de regio Cantabrië met een oppervlakte van 88 km². Ruesga telt 870 inwoners (1 januari 2016).

## Demografische ontwikkeling
Bron: INE; 1857-2011: volkstellingen